# ザイェチャル
ザイェチャル（セルビア語: Zaječar/ Зајечар） - 発音:[zâjɛtʃar],ルーマニア語: Zăiceari）はセルビア東部の都市および基礎自治体で、2002年の国勢調査による人口はザイェチャル市街では40,700人、基礎自治体全域では69,969人であった。人口の約90%はセルビア人が占め、約4.5%は少数民族のヴラフ人が占める。ザイェチャルには多くの初中等学校が立地しており、セルビアでは最初に設立された私立大学でベオグラードに本拠地を置くメガトレンド大学(Мегатренд универзитет / Megatrend univerzitet)の学部もある。またザイェチャルはロック音楽の祭典で40年来の歴史があるギタリヤダ(Gitarijada)や現代アートの祭典であるZALETが開催されることでも知られている。ザイェチャルはザイェチャル郡の郡庁所在地でティモチェカ・クライナ地方(Timočka Krajina)の中心都市である。

## 都市名
セルビア語では町の名はザイェチャルと知られているが、ルーマニア語ではザイチェール(Zăiicer)、ザイチェリ(Zăiceri)、ザイチャール(Zăicear)等の名で知られている。もとの地名はトルラク方言で野ウサギを意味するザイェツ(zajec / зајец)から来ており、ウサギの飼育が盛んであったことに由来する。この地域のルーマニア系の少数民族であるヴラフ人の民間語源には「神が生け贄を求める。」と言うものもあるがはっきりとしていない。

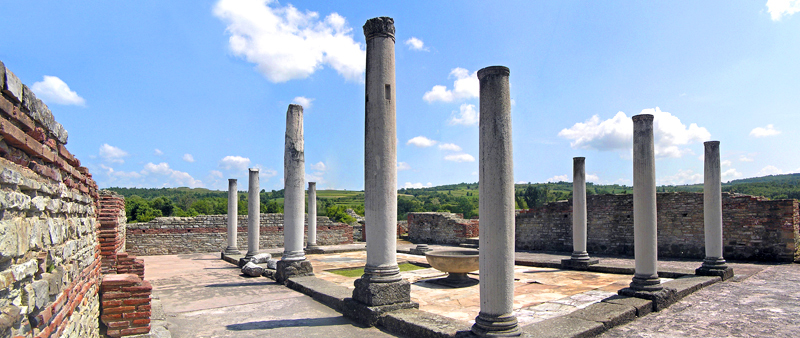
フェリクス・ロムリアーナ

## 歴史
ザイェチャルが最初に言及されたのは1466年のことで、オスマン帝国によるものであった。当時、8世帯の家族が住むだけであった。ザイェチャル近郊のガムジグラードには3世紀のローマ時代に遡るロムリアーナの宮殿があり2007年に世界遺産に登録されている。

## 地区
| - Borovac - Brusnik - Velika Jasikova - Veliki Izvor - Veliki Jasenovac - Vražogrnac - Vrbica - Gamzigrad - Glogovica - Gornja Bela Reka - Gradskovo - Grlište - Grljan - Dubočane - Zagrađe - Zvezdan | - Jelašnica - Klenovac - Koprivnica - Lasovo - Lenovac - Leskovac - Lubnica - Mala Jasikova - Mali Izvor - Mali Jasenovac - Marinovac - Metriš - Nikoličevo - Planinica | - Prlita - Rgotina - Salaš - Selačka - Tabakovac - Trnavac - Halovo - Čokonjar - Šipikovo - Šljivar |

## 出身者
- ボバン・マリヤノヴィッチ - バスケットボール選手

## 姉妹都市
- ヴィディン, ブルガリア
- カラファート（英語版）, ルーマニア